# 议会左翼党团
议会左翼党团（西班牙語：Grupo Izquierda Parlamentaria）是中美洲议会的一个左翼党团。该党团成立于1991年10月28日，成员有萨尔瓦多的法拉本多·马蒂民族解放阵线、洪都拉斯的民主统一、尼加拉瓜的桑地諾民族解放陣線和多米尼加解放党。该党团的意识形态是社会主义、21世纪社会主义、泛美洲主義、反帝國主義。